# Caspar Dornau
Caspar Dornau, lat. Caspar Dornavius (* 11. Oktober 1577 in Ziegenrück, Vogtland; † 28. September 1632 in Brieg) war ein berühmter deutscher Philologe, Leibarzt, Rektor und Autor.

## Leben
Dornau studierte in Jena Philosophie und Medizin. Zunächst begab er sich mit dem gelehrten Venezianer Gregorius Jordanus an verschiedene Höfe Deutschlands, schließlich auch nach Prag. Der kaiserliche Hofarzt Hector Muscaglia lehrte ihm ärztliche Fähigkeiten, Dornau selbst lehrte Söhne böhmischer Persönlichkeiten. Beispielsweise war er der Erzieher des Freiherrn Jaroslaus von Smirsitz, mit dem er nach dessen schulischer Ausbildung nach Görlitz (1602) und nach Basel (1603) reiste. In Basel erlangte Dornau den medizinischen Doktortitel und arbeitete in der medizinischen Fakultät. Danach lebte er in Heidelberg und reiste mit Smirsitz von 1606 bis 1607 durch Frankreich, England und die Niederlande.
Nach Böhmen zurückgekehrt, wurde er im Jahr 1608 Rektor in Görlitz. Am 16. Juli 1612 war er einer der Gäste der Hochzeit Melchior Steinbergs und ließ ebenda die „Komödie von Jakob, Joseph und seinen Brüdern“ spielen. Vor 1616 heiratete er ebenda Elisabeth, eine geborene Glich von Milziz. Ihr zuliebe schlug er einige auswärtige ehrenvolle Berufungen aus. Dann aber, im Jahr 1616, wurde ihm die Professur der Sitten am Schoenaich’schen Gymnasium in Beuthen angeboten übernahm 1617/1618 auch das Rektorat der Schule, dessen Ansehen durch seinen Aufenthalt stieg.
1620, im Verlauf des Ausbruchs des Dreißigjährigen Krieges, ging Dornau in schlesische Dienste als Orator und Diplomat. Im Jahr 1621 wurde er Leibarzt des Herzogs verschiedener schlesischer Teilherzogtümer Johann Christian von Brieg und starb als solcher im Jahr 1632 in Brieg.
Dornaus 1619 in Hanau im Druck erschienenes Werk Amphitheatrum sapientiae socraticae wurde per Dekret der Glaubenskongregation 1622 auf den römischen Index gesetzt.